# Doroteja
Doroteja je žensko osebno ime.

## Slovenske izpeljanke imena
- Ženske oblike imena: Dora, Dori, Dorica, Dorina, Doris, Dorjana, Dorotea, Dorothea, Roteja, Rotija, Tea, Teja, Tejka
- Moške oblike imena: Dorotej, Dorko, Doro, Doroteo, Tejo, Teo

## Tujejezikovne oblike imena
- pri Nemcih: Dorota, Dorotha, Dorothea skrajšano Dora, Doris, Dorle, Thea
- pri Angležih: Dorothy, skrajšano Dolly
- pri Rusih: Dorofeja, skrajšano Darja
- pri Čehih in Poljakih: Dorota
- pri Francozih: Dorothée, manjšalnica Dorotte
- pri Švedih: Dorrit

## Izvor imena
Ime Doroteja izhaja iz grškega imena Dõrótheos. To ime razlagajo iz grških besed dõron »dar« in theós »bog«.Iz istih grških besed v obrnjenem vrstnem redu je sestavljeno ime Teodor.

## Pogostost imena
Po podatkih Statističnega urada Republike Slovenije je bilo na dan 31. decembra 2007 v Sloveniji 1444 oseb z imenom Doroteja. Ostale izpeljanke imena, ki so bile na ta dan tudi v uporabi: Dora(422), Dori(6), Dorica(142), Dorina(40), Doris(549), Dorjana(11), Dorotea(40),  Dorothea(6), Roteja(5), Rotija(16), Tea (1437), Teja(2274) in Tejka(16).

## Osebni praznik
V našem koledarju z izborom svetniških imen, udomačenih med Slovenci in njihovimi godovnimi dnevi po novem bogoslužnem koledarju je ime Doroteja zapisano 3 krat. Pregled godovnih dni v katerih poleg Doroteje godujejo še Dora, Rotija, Teja in osebe katerih imena nastopajo kot različice navedenih imen.
- 12. marec, Doroteja, mučenka († 12. mar. 303)
- 25. junij, Doroteja, devica
- 3. september, Doroteja, mučenka

## Zanimivost
V Stanovski imenski kartoteki Arhiva Slovenije je zapisana Doroteja Bohorič, žena Adama Bohoriča.